# El Cisne

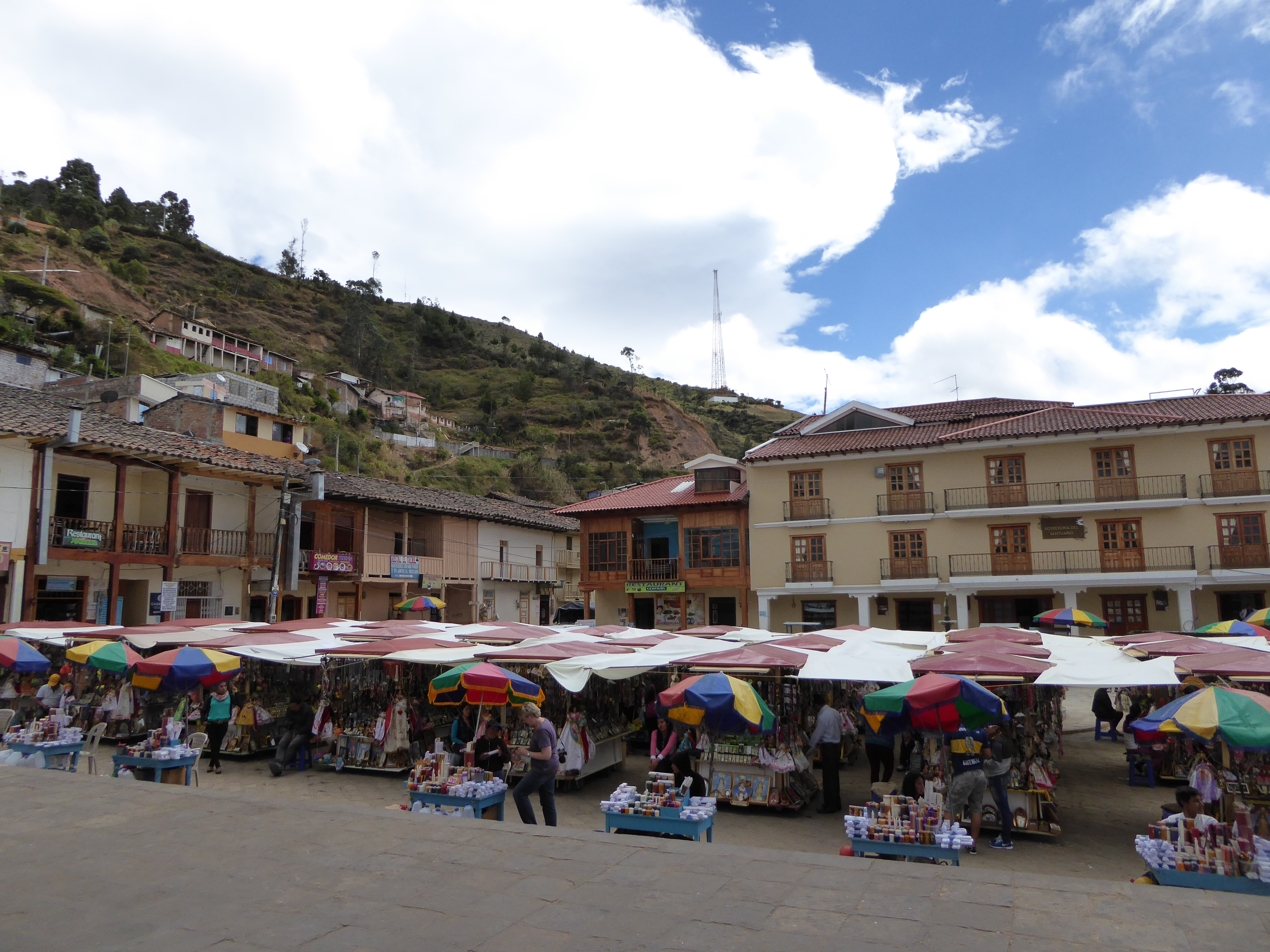
Marktstände vor der Kathedrale El Santuario

El Cisne ist eine Ortschaft und eine Parroquia rural („ländliches Kirchspiel“) im Kanton Loja der ecuadorianischen Provinz Loja. Die Parroquia besitzt eine Fläche von 106,31 km². Die Einwohnerzahl lag im Jahr 2010 bei 1628. Die Parroquia wurde am 30. Mai 1986 eingerichtet.

## Lage
Die Parroquia El Cisne liegt in den Anden im Nordwesten des Kantons Loja im Süden von Ecuador. Der 2320 m hoch gelegene Hauptort El Cisne befindet sich 17 km nordnordwestlich der Stadt Catamayo sowie 29 km nordwestlich der Provinzhauptstadt Loja. Ein Höhenkamm durchzieht die Parroquia. Der Westteil des Verwaltungsgebietes wird über den Río Puyango entwässert. Der Río Guayabal, ein rechter Nebenfluss des Río Catamayo, fließt entlang der östlichen Gebietsgrenze nach Süden.
Die Parroquia El Cisne grenzt im Norden an die Parroquia Salatí (Kanton Portovelo, Provinz El Oro), im Osten an die Parroquias Gualel und Chuquiribamba sowie an Catamayo, im Süden an die Parroquia San Pedro de la Bendita (Kanton Catamayo) sowie im Westen an die Parroquia Guayquichuma (ebenfalls im Kanton Catamayo).

## Bemerkenswertes
In El Cisne befindet sich eine gotische Kathedrale, die als Wallfahrtsort dient. Im Kircheninneren wird das heilige Bild Unserer Lieben Frau von El Cisne verehrt, das Ende des 16. Jahrhunderts von Don Diego de Robles in Zedernholz geschnitzt wurde.